# (400370) 2007 WM4
(400370) 2007 WM4 es un asteroide perteneciente al cinturón de asteroides descubierto el 19 de noviembre de 2007 por el equipo del Mount Lemmon Survey desde el Observatorio del Monte Lemmon, Arizona, Estados Unidos.

## Designación y nombre
Designado provisionalmente como 2007 WM4.

## Características orbitales
2007 WM4 está situado a una distancia media del Sol de 2,606 ua, pudiendo alejarse hasta 3,361 ua y acercarse hasta 1,851 ua. Su excentricidad es 0,289 y la inclinación orbital 29,76 grados. Emplea 1536,71 días en completar una órbita alrededor del Sol.

## Características físicas
La magnitud absoluta de 2007 WM4 es 16,5. 